# Un quartiere da schianto
Un quartiere da schianto (in francese; Ma 6-T va crack-er, ossia Ma cité va craquer in slang hip hop, lett. "[la] mia città sta per esplodere") è un film del 1997 diretto, co-sceneggiato e montato da Jean-François Richet.

## Trama
Meaux, banlieue di Beauval/la Pierre-Collinet. A neanche 16 anni, Arco, Malik e Mustapha sono già tre piccoli delinquenti: espulsi da scuola, passano le proprie giornate per strada, esorcizzando noia e inesistenti prospettive future a ritmo di rap, atti di vandalismo e risse con i coetanei. I venticinquenni Djeff, J. M., Pete e Hamouda, disoccupati e col pensiero sempre rivolto alle ragazze, i loro coetanei li affrontano invece pistole alla mano per le strade di quartiere. A parte alcuni momenti, la vita scorre grigia e asfissiante come sempre, finché Arco non trova una pistola dimenticata in giro e decide di tenersela.
Durante la grande serata hip hop che tutti stavano aspettando, nel parcheggio della discoteca scoppia una lite tra bande rivali. Mentre i grandi saldano i conti sparando, i piccoli danno fuoco un'automobile per sfogarsi, essendo stati allontanati dal locale a causa della loro minor età. La polizia arriva sul posto. In un'atmosfera già incandescente, un poliziotto spara un colpo che uccide Malik. Esplode la rabbia dei giovani della banlieue, che si scagliano contro i reparti della CRS venuti a sedare la sommossa che sta mettendo a ferro e fuoco il quartiere.
A Garges-lès-Gonesse, due giovani in motorino, ignari della situazione, cadono falciati dal fuoco della polizia nell'atto di oltrepassare un posto di blocco.
(L'articolo 35 della Dichiarazione dei diritti dell'uomo e del cittadino del 1793, su cui si conclude il film.)

### Titoli di testa
I titoli di testa mostrano una giovane donna con in braccio una bambina, interpretata da Virginie Ledoyen, sovrapposta a immagini d'archivio di proteste e guerriglia urbana. La ragazza, che incarna la rivoluzione, esegue un campionario di gesti rivoluzionari di sinistra come lo sventolare la bandiera rossa, fare il pugno chiuso e caricare un AK-47. Tuttavia, finisce per suicidarsi, sparandosi alla testa e al cuore, poiché secondo il regista: «non è domani l'altro che arriverà la rivoluzione. Non abbiamo ancora le mappe del nostro futuro. Ma [essa] porta in braccio tutte le speranze del mondo con una piccola métis».

## Produzione
Jean-François Richet ha scritto la sceneggiatura del film insieme al sedicenne Arco Descat C., descritto a seconda delle fonti come "un giovane banlieusard" o il cugino dello stesso Richet. Al regista, che aveva 26 anni all'inizio della lavorazione del film, era infatti parso «appropriato [coinvolgere una persona più giovane] per essere il più equo possibile e per rispecchiare al meglio la realtà di due generazioni. Oggi, a 16 anni, [i giovani delle banlieue] sanno già di avere il futuro alle spalle. Ai miei tempi [...] credevamo ancora che prima o poi avremmo trovato una via d'uscita. Quindi, sono più violenti e arroganti di noi».
Appena reduce dall'esordio autofinanziato d'État des lieux (1995), che aveva impiegato sette anni a concretizzarsi, Richet ha immediatamente cominciato a girare Ma 6-T va crack-er, senza aspettare i fondi promessi da Canal+, che si era mostrato interessato a finanziare il progetto grazie ad État des lieux. In totale, il budget si è aggirato tra i 7 e 10 milioni di franchi, stanziati in gran parte parte dall'emittente TF1, sopraggiunta solo alla fine della lavorazione per coprire i diritti di distribuzione internazionali del film.
Le riprese si sono tenute a Meaux, città natale del regista: cominciate nel maggio del 1995, sono durate con più interruzioni fino al 1997. Essendo infatti tutti i ruoli principali interpretati da attori non professionisti o abitanti della banlieue di Meaux, la produzione ha subito a più riprese contrattempi dovuti all'arresto dei propri attori e relative carcerazioni per reati simili a quelli peraltro rappresentati nel film. Descat C ha interpretato l'omonimo protagonista, mentre Richet si è ritagliato il ruolo di suo fratello "Djeff". In generale, tutti i personaggi sono stati scritti basandosi sulla personalità dei loro attori, che potevano improvvisare o modificare a piacimento le proprie battute.

## Colonna sonora
La colonna sonora del film, disco d'oro in Francia in tre settimane dall'uscita, è interamente composta da brani di protagonisti della scena hip hop francese dell'epoca, come IAM, Assassin, Passi, 2Bal 2Neg' (di cui c'è anche un'esibizione all'interno del film, durante la scena della sommossa), KRS-One, Les X-Men e Stomy Bugsy, che interpreta uno dei giovani nella scena finale.
Produttori della colonna sonora sono stati i fratelli Mike e Fabien Kourtzer, in arte White & Spirit: nel corso dell'incisione, non sono mai rimasti beat inutilizzati, intuendo loro fin da subito a quale artista assegnare il pezzo che avevano appena composto e di cui si sentivano immediatamente soddisfatti. I due hanno composto inoltre le musiche strumentali «amare e malinconiche» della pellicola, confluite nel 1998 nell'album Le Cercle rouge, edito dall'omonima etichetta discografica fondata da Richet con cui avevano già pubblicato Ma 6-T va crack-er.
Tracce
Musiche di White & Spirit, ove non indicato altrimenti; edizioni musicali Cercle Rouge.
1. KRS-One – The French Connection – 4:19
2. Passi – Les Flammes du mal – 4:08
3. Tiwony – Pas de timinik – 4:18
4. 2 Bal Niggets e Mystik – La Sédition – 3:45
5. K-Reen e Shurik'n – Savoir dire non – 3:57
6. Ménélik – Ma té-ci va ké-kra – 4:05
7. 2 Neg' e Mystik – Le temps des opprimés – 4:10
8. Arco – La Roue tourne (feat. Mystik) – 4:00
9. IAM – C'est donc ça nos vies – 5:11
10. Les X-Men – Retour aux pyramides – 3:48
11. Destinée e Mystik – Trop Dur – 4:55
12. Rootsneg – Le Biz – 4:50
13. Stomy Bugsy – Avoir le pouvoir – 5:08
14. Yazid e Eben – Le Prix requis – 3:48
15. Assassin – L'Île de l'inconscient – 4:27 (musica: Le Paradox e Dawan)

Durata totale: 64:49

## Distribuzione
Il film è stato presentato in anteprima alla Quinzaine des Réalisateurs del 50º Festival di Cannes nel maggio del 1997. È stato distribuito nelle sale cinematografiche francesi a partire dal 2 luglio dello stesso anno da BAC Films, con un divieto di visione ai minori di 16 anni. Ciononostante, solo 70 dei circa 130 cinema in cui ne era prevista l'uscita hanno acconsentito a proiettarlo, di cui appena 8 in tutta l'area metropolitana di Parigi, adducendo come causa la violenza presente nel film: il distributore Jean Labadie ha lamentato quello che ha definito un «ostracismo ingiustificato», mentre Libération ha fatto notare come al coevo Dobermann, un film anch'esso giudicato violento e vietato ai minori di 16 anni, non fosse stato riservato lo stesso trattamento.
In Italia è rimasto inedito per oltre vent'anni prima di approdare direttamente su Prime Video col titolo, giudicato «idiota» da Sentieri selvaggi, Un quartiere da schianto.